# Туркестанский 11-й стрелковый полк
11-й Туркестанский стрелковый полк — пехотная воинская часть Русской императорской армии.
Полковой праздник — 16 августа.
Старшинство: 31 августа 1771 года.

## История
11-й Туркестанский стрелковый полк сформирован 20 февраля 1910 года путём объединения ранее отдельных 19-го Туркестанского и 20-го Туркестанского стрелковых батальонов.
В 1915 полк развёрнут в четырёхбатальонный состав. Активно участвовал в операциях Первой мировой войны.

## 1-й батальон полка
1-м батальоном 11-го Туркестанского стрелкового полка стал 19-й Туркестанский стрелковый батальон, ведущий свою историю от сформированного 31 августа 1771 года Верхне-Яикского пограничного гарнизонного батальона. При формировании батальону были пожалованы два знамени.
15 января 1775 года переименован в Верхне-Уральский пограничный гарнизонный батальон.
С 9 января 1797 года переименован в полк и назван по шефу — Гарнизонный полковника Лютова полк. 12 августа 1799 года пожалованы 5 новых знамён (по числу рот). Прежние знамёна сданы в арсенал.
4 марта 1800 года вошёл в качестве одного из батальонов в состав Гарнизонного генерал-майора Лютова полка, именовавшегося с 23 июня 1800 года Гарнизонным генерал-майора Гессе, с 9 июля 1800 года — Гарнизонным полковника Сендергорста, с 8 ноября 1800 года — Гарнизонным генерал-майора Цызырева, и с 1801 года — Гарнизонным генерал-майора Борщова полком. 21 июля 1800 года пожалованы новые знамёна (по числу рот). Прежние знамёна сданы в арсенал.
22 июня 1801 года выделен как самостоятельный Верхне-Уральский гарнизонный батальон.
21 марта 1802 года повелено оставить в батальоне два знамени, а остальные три сдать в арсенал. 25 июня 1821 года повелено иметь в батальоне одно знамя, а второе сдать в арсенал.
19 апреля 1829 года переименован в Оренбургский линейный № 9-го батальон, а 8 мая 1837 года — в Оренбургский линейный № 5-го батальон.
7 октября 1859 года батальон разделён на два полубатальона.
18 марта 1865 года 1-й полубатальон переименован в Оренбургский линейный № 9-го полубатальон, а 31 декабря того же года развёрнут в батальон. 2-й полубатальон развёрнут в Оренбургский линейный № 5-го батальон.
14 июля 1867 года Оренбургский линейный № 9-го батальон переименован в 9-й Туркестанский линейный батальон.
В 1868 году батальон участвовал в походе в Бухарский эмират, за отличие в котором офицерам и нижним чинам батальона 27 сентября 1869 года пожалованы знаки на шапки с надписью «За отличiе въ 1868 году» (в 1909 году офицерам знаки на шапки заменены нагрудными знаками).
31 августа 1871 года в связи со столетним юбилеем батальону пожаловано знамя с надписью «1771—1871» и с Александровской юбилейной лентой. 
20 июня 1900 года переименован в 19-й Туркестанский стрелковый батальон.
20 февраля 1910 года вошёл в новосформированный 11-й Туркестанский стрелковый полк в качестве 1-го батальона, с сохранением знаков отличия.
С момента формирования батальон непрерывно участвовал вначале в оборонительных, а потом и в наступательных действиях Российской Империи в Средней Азии.

## 2-й батальон полка
2-м батальоном 11-го Туркестанского стрелкового полка стал 20-й Туркестанский стрелковый батальон, сформированный 8 сентября 1875 года как  14-й Туркестанский линейный батальон.
6 мая 1897 года батальону пожаловано простое знамя без надписи. 
20 июня 1900 года переименован в 20-й Туркестанский стрелковый батальон. 
20 февраля 1910 года вошёл в новосформированный 11-й Туркестанский стрелковый полк в качестве 2-го батальона.

## 3-й и 4-й батальоны полка
Сформированы в 1915 году в ходе Первой мировой войны. Знаков отличия не имели.

## Знаки отличия полка к 1914 году
- Знамя простое с надписью «1771—1871» и с Александровской юбилейной лентой (пожаловано 31 августа 1871 года 9-му Туркестанскому линейному батальону).
- В 1-м батальоне: знаки нагрудные для офицеров и на головные уборы для нижних чинов с надписью: «За отличiе въ 1860 году» (пожалованы 27 сентября 1869 года 9-му Туркестанскому линейному батальону).

## Командиры полка
- 03.07.1910 — 01.07.1913 — полковник Киселёв, Владимир Никитич
- 21.07.1913 — 09.08.1915 — полковник Чижиков, Алексей Мартьянович
- 06.09.1915 — 29.04.1917 — полковник Дыхов, Сергей Петрович
- полковник Василевский Андрей Антонович